# Tylodina
Genre
Tylodina est un genre de mollusques hétérobranches de la famille des Tylodinidae (ordre des Umbraculida, espèces communément appelées « ombrelles »).

## Liste des genres
Selon World Register of Marine Species (10 décembre 2018) :
- Tylodina americana Dall, 1890 -- Golfe du Mexique
- Tylodina corticalis (Tate, 1889) -- Australie
- Tylodina duebenii Lovén, 1846 -- Atlantique européen
- Tylodina fungina Gabb, 1865 -- Pacifique est
- Tylodina perversa (Gmelin, 1791) -- Méditerranée
- Tylodina rafinesquii R. A. Philippi, 1836 -- Méditerranée et Atlantique proche
- Tylodina spongotheras (Bertsch, 1980)  -- Canada pacifique